# Conselleria d'Agricultura, Desenvolupament Rural, Emergència Climàtica i Transició Ecològica de la Generalitat Valenciana
La Conselleria d'Agricultura, Desenvolupament Rural, Emergència Climàtica i Transició Ecològica del Consell de la Generalitat Valenciana fou un departament o conselleria amb les competències en matèria d'agricultura, ramaderia, pesca, alimentació, desenvolupament rural, política agrària comuna, medi ambient, recursos hídrics, canvi climàtic, i prevenció d'incendis.

## Històric de competències
Es tracta d'un departament que ha estat actiu en dues etapes. Una primera en la IV Legislatura amb el nom de Conselleria d'Agricultura i Medi Ambient, entre els anys 1995 i 1997 quan per primera vegada es fusionen les competències de la històrica conselleria d'Agricultura, Pesca i Alimentació (activa des de l'etapa preautonòmica) i la conselleria de Medi Ambient que es va crear a l'anterior legislatura. El departament va desaparèixer el 1997 per disgregar-se de nou i amb la que havia sigut consellera Maria Àngels Ramon-Llin com a responsable d'Agricultura únicament.
La segona etapa d'aquesta conselleria es desenvolupa a les legislatures IX i X amb la nomenclatura de Conselleria d'Agricultura, Medi Ambient, Canvi Climàtic i Desenvolupament Rural (2015-2019) i Conselleria d'Agricultura, Desenvolupament Rural, Emergència Climàtica i Transició Ecològica (2019-2023) on a més incorpora competències en matèria de planificació territorial que estaven integrades en altres departaments.

## Llista de Conselleres i Consellers
| # | Legislatura                                          | Nom                                                  | Nom                                                  | Inici mandat                                         | Fi mandat                                            | Partit polític                                       | Partit polític                                       |
| Conselleria d'Agricultura i Medi Ambient (1995-1997)                                                 | Conselleria d'Agricultura i Medi Ambient (1995-1997) | Conselleria d'Agricultura i Medi Ambient (1995-1997) | Conselleria d'Agricultura i Medi Ambient (1995-1997) | Conselleria d'Agricultura i Medi Ambient (1995-1997) | Conselleria d'Agricultura i Medi Ambient (1995-1997) | Conselleria d'Agricultura i Medi Ambient (1995-1997) | Conselleria d'Agricultura i Medi Ambient (1995-1997) |
| --- | ---------------------------------------------------- | ---------------------------------------------------- | ---------------------------------------------------- | ---------------------------------------------------- | ---------------------------------------------------- | ---------------------------------------------------- | ---------------------------------------------------- |
| 1 | IV                                                   |                                                      | Maria Àngels Ramón-Llin i Martínez                   | 6 de juliol de 1995                                  | 15 de gener de 1999                                  |                                                      | UV                                                   |
| Dissolta (1997-2015)                                                                                 |                                                      |                                                      |                                                      |                                                      |                                                      |                                                      |                                                      |
| Conselleria d'Agricultura, Medi Ambient, Canvi Climàtic i Desenvolupament Rural (2015-2019)          |                                                      |                                                      |                                                      |                                                      |                                                      |                                                      |                                                      |
| 2 | IX                                                   |                                                      | Elena Cebrián Calvo                                  | 30 de juny de 2015                                   | 17 de juny de 2019                                   |                                                      | Independent                                          |
| Conselleria d'Agricultura, Desenvolupament Rural, Emergència Climàtica i Transició Ecològica (2019-) |                                                      |                                                      |                                                      |                                                      |                                                      |                                                      |                                                      |
| 3 | X                                                    |                                                      | Mireia Mollà i Herrera                               | 17 de juny de 2019                                   | 25 d'octubre de 2022                                 |                                                      | Compromís                                            |
| 4 | X                                                    |                                                      | Isaura Navarro i Casillas                            | 26 d'octubre de 2022                                 | 18 de juliol de 2023                                 |                                                      | Compromís                                            |
| Dissolta (2023- )                                                                                    |                                                      |                                                      |                                                      |                                                      |                                                      |                                                      |                                                      |